# 마량
마량(馬良, 187년 ~ 222년)은 중국 후한, 삼국시대 촉한의 정치인으로 자는 계상(季常)이며 형주 양양군(襄陽郡) 의성현(宜城縣) 사람이다. 흰 눈썹이 있어서 별명이 백미(白眉)였고 5명의 형제 중 가장 출중했다. 그래서 여럿 가운데에서 가장 뛰어난 사람 혹은 물건을 백미라 부르게 됐다.

## 생애
209년(건안 14년) 유비가 형주목으로 추대될 무렵 종사(從事)로 등용되었다. 서촉 공방전에 참여한 제갈량과 편지 교류를 할 정도로 친분이 있었다. 익주가 평정된 후 마량도 성도(成都)로 불려가 좌장군연(左將軍掾)이 되었고 손권과의 친선을 위한 사신 임무를 맡기도 하였다. 221년 유비가 황제에 즉위하자 시중(侍中)에 임명되었다. 7월(음력) 유비가 오나라로 출병할 때 종군하였다. 222년(장무 2년) 무릉군 5계의 이민족을 회유하여 우군으로 삼았으나 이릉 대전에서 대패하면서 전사하였다. 나이 36세였다. 유비가 그 아들 마병(馬秉)에게 기도위를 주었다.

## 평가
진수는 마량을 지조 있고 성실하며 훌륭한 선비라고 평하였다. 양희 역시 비슷하게 썼다. 고향에서는 마량 5형제가 모두 재주가 있었는데 그중에서도 마량이 특출하다고 하였다. 여기서 백미라는 고사가 유래하였다.
배잠(裴潛)은 마량은 형주 지방 최고의 명사였으며 유비군에 합류하여 내정과 외교에서 뛰어난 재주를 발휘하면서 이후 유비가 형주와 익주, 한중까지 얻을 수 있었다라 평했다.

## 삼국지연의
사서가 아닌 소설 《삼국지연의》에서는 이적의 천거를 받아 출사하여 형주 남부의 4군(무릉, 장사, 영릉, 계양) 정벌을 제안한다. 익주로 가지 않고 형주에서 관우를 계속 보좌한다. 관우가 화타에게 수술받을 때 바둑을 두는 상대로 설정했다. 관우가 여몽에게 습격당하자 이적과 함께 성도에 원군을 요청한다. 이릉 전투에서는 유비의 진지 구축에 의문을 품고 조언을 구하러 제갈량에게 달려간다. 제갈량의 남정 무렵 병사한다.

## 가계
- 동생 : 마속

## 관련 작품
- 《삼국》, 중국 CCTV, 2010년, 오자천(중국어 간체자: 吴自千, 정체자: 吳自千)

## 같이 보기
- 삼국지 인물 목록

## 참고 문헌
- 《삼국지》39권 촉서 제9 마량 제속
- 《삼국지》32권 촉서 제2 선주 유비